# Neortyx peninsularis
Neortyx peninsularis — викопний вид куроподібних птахів родини токрових (Odontophoridae). Вид існував у пізньому пліоцені у Північній Америці. Скам'янілі рештки виду знайдені у штаті Флорида.